# De-a v-ați ascunselea (film)
De-a v-ați ascunselea (titlu original: Hide and Seek) este un film american din 2005 regizat de John Polson și produs de Barry Josephson. Este creat în genurile thriller, groază psihologică. Rolurile principale au fost interpretate de actorii Robert De Niro, Dakota Fanning, Famke Janssen și Elisabeth Shue. Scenariul este scris de Ari Schlossberg. Este produs de Regency Enterprises și Josephson Entertainment și distribuit de 20th Century Fox.

## Prezentare
După sinuciderea bruscă a soției sale Allison, David Callaway decide să abandoneze frenezia din New York și să se mute cu fiica sa Emily într-un orășel liniștit din nord.
Transformată într-o fire tăcută și singură după moartea mamei sale, Emily pare să se distreze numai atunci când se joacă cu prietenul său imaginar Charlie. Tatăl ei, care este psiholog și nu se liniștește până nu înțelege criza soției sale, încearcă din răsputeri să comunice cu fiica sa care, prin intermediul lui Charlie, își revarsă sentimente negative asupra lui.
Comportamentul lui Emily îl neliniștește pe David. Când începe să se întâlnească cu o femeie, Elizabeth, situația se înrăutățește. Elizabeth este ucisă și de data asta David începe să creadă că Charlie există cu adevărat.
David înțelege acum adevăratul pericol la care fiica sa a fost expusă mult timp și începe să suspecteze un vecin, un bărbat aflat într-o criză depresivă după moartea fiicei sale. Dar curând David descoperă adevărul: Charlie este el însuși, o tulburare a personalității sale scăpată de sub control. Tot Charlie este cel care a ucis-o și pe soția lui David și acum o vânează pe Emily care, îngrozită, îi cere ajutor lui Katherine, o colegă a tatălui ei pe care o trata în New York.
Katherine sosește și este atacată de David, care o face să alunece pe scări sub casă unde se află, de asemenea, șeriful încă în viață. Emily se ascunde într-o peșteră. După o luptă, Katherine îl ucide pe Charlie/David și o salvează pe Emily.
Finalul filmului are loc la New York, Emily se află la casa lui Katherine. Ea pare să fie afectată ca și tatăl ei de tulburări de personalitate.

## Distribuție
- Robert De Niro -  David Callaway
- Dakota Fanning - Emily Callaway
- Famke Janssen - Katherine Carson
- Elisabeth Shue - Elizabeth Young
- Amy Irving - Allison Callaway
- Dylan Baker - Sheriff Hafferty
- Melissa Leo - Laura
- Robert John Burke - Steven

## Producție
Cheltuielile de producție s-au ridicat la 25 de milioane $.

## Lansare și primire
A avut încasări de 122,7 de milioane $.